# Palma (isola)
Palma o Pomestag o Pomestach (in croato Pomeštak) è un'isoletta disabitata a nord-ovest di Meleda, nel mare Adriatico, in Croazia. Amministrativamente appartiene al comune della città di Meleda, nella regione raguseo-narentana.

## Geografia
L'isola è situata di fronte all'abitato di Porto Palma (Pomena), sulla costa nord-occidentale di Meleda. La sua forma è irregolare; ha una superficie di 0,234 km², lo sviluppo costiero di 2,67 km e l'altezza massima di 44,1 m. A ovest ci sono due scogli:
- Galiza[7][8] o Gallizza[6] (Galicija), lungo e stretto, a 100 m di distanza, a prolungamento della punta di Palma che si allunga a ovest; ha una superficie di 0,01 km² e la costa lunga 0,52 km[1] 42°47′31″N 17°20′05″E.
- Pietranera[7][8][11] (hrid Crna Seka donja), a ovest, a circa 750 m[2]; ha un'area di 1412 m²[9] 42°47′40″N 17°19′52″E.

### Cartografia
- (HR) Mappa topografica della Croazia 1:25000, su preglednik.arkod.hr. URL consultato il 27 febbraio 2017.
- G. Giani, Carta prospettiva delle Comuni censuarie della Dalmazia, foglio 12, 1839. Fondo Miscellanea cartografica catastale, Archivio di Stato di Trieste.
- Carta di cabottaggio del mare Adriatico, foglio XI, Milano, Istituto geografico militare, 1822-1824. URL consultato il 16 febbraio 2017 (archiviato dall'url originale il 13 aprile 2013).